# Emilio Figueredo
Emilio Figueredo Planchart es un abogado, periodista y diplomático venezolano. Es uno de los fundadores y actual director del portal informativo Analítica. Figueredo fue secretario de Arturo Uslar Pietri durante su juventud, al igual que embajador de Venezuela ante las Naciones Unidas.

## Carrera
Durante su juventud Emilio Figueredo fue secretario por tres años del político e intelectual Arturo Uslar Pietri durante el tiempo en el que fue congresista y había fundado su partido del Frente Nacional Democrático.Posteriormente se desempeñó como embajador de Venezuela ante la Organización de las Naciones Unidas.
En 1995 planeó fundar el sitio web de noticias Analítica junto a Simón Alberto Consalvi y Jaime Requena en Microsoft SQL Server, el cual vio su lanzamiento en febrero de 1996. Actualmente es su director y editor.